# Regola dell'arte
Regola dell'arte è una locuzione utilizzata in Italia che indica l'insieme delle tecniche considerate corrette per l'esecuzione di determinate lavorazioni, in genere artigianali, e della realizzazione di manufatti.

## Evoluzione concettuale
La definizione di una regola dell'arte risale proprio al tempo delle corporazioni delle arti e mestieri, d'origine medievale, che disponevano dettagliati regolamenti in genere riguardanti l'utilizzo di determinati materiali, strumenti, procedure e soluzioni realizzative volte a garantire la qualità del prodotto o del servizio finale.
Definizioni tecniche della regola dell'arte sono emanate per proprio conto da associazioni o raggruppamenti professionali, pertanto il rispetto di queste regole è su base almeno indirettamente volontaria (legandosi al perdurare del rapporto associativo).
Ad una simile funzione assolvono gli "enti di normazione", i quali stabiliscono specifiche tecniche di dettaglio sebbene nell'ottica di promuovere la definizione di standard tecnici.

## Disciplina normativa
A livello generale, mentre l'art. 1176 comma 2° del codice civile italiano prescrive che:
Per l'art. 2224 il "prestatore d'opera" è tenuto a procedere all'esecuzione dell'opera:
Riguardo ai materiali, le apparecchiature, i macchinari, le installazioni e gli impianti elettrici ed elettronici, la legge 1º marzo 1968 n. 186 - composta di due soli articoli - statuisce che siffatte opere devono essere realizzate secondo la regola dell'arte; il secondo recita che se si realizzano seguendo le norme CEI si presumono possedere tale requisito.
Il concetto è stato infine attualizzato dal Decreto del ministero dello sviluppo economico 22 gennaio 2008, n. 37 che agli articoli 5 e 6 afferma:
Art.6 c.1 - Le imprese realizzano gli impianti secondo la regola dell'arte, in conformità alla normativa vigente e sono responsabili della corretta esecuzione degli stessi. Gli impianti realizzati in conformità alla vigente normativa e alle norme dell'UNI, del CEI o di altri Enti di normalizzazione appartenenti agli Stati membri dell'Unione europea o che sono parti contraenti dell'accordo sullo spazio economico europeo, si considerano eseguiti secondo la regola dell'arte.»